# Euxoa plumbescens
Euxoa plumbescens är en fjärilsart som beskrevs av Igor Kozhanchikov 1937. Euxoa plumbescens ingår i släktet Euxoa och familjen nattflyn. Inga underarter finns listade i Catalogue of Life.